# Sophie Michaud

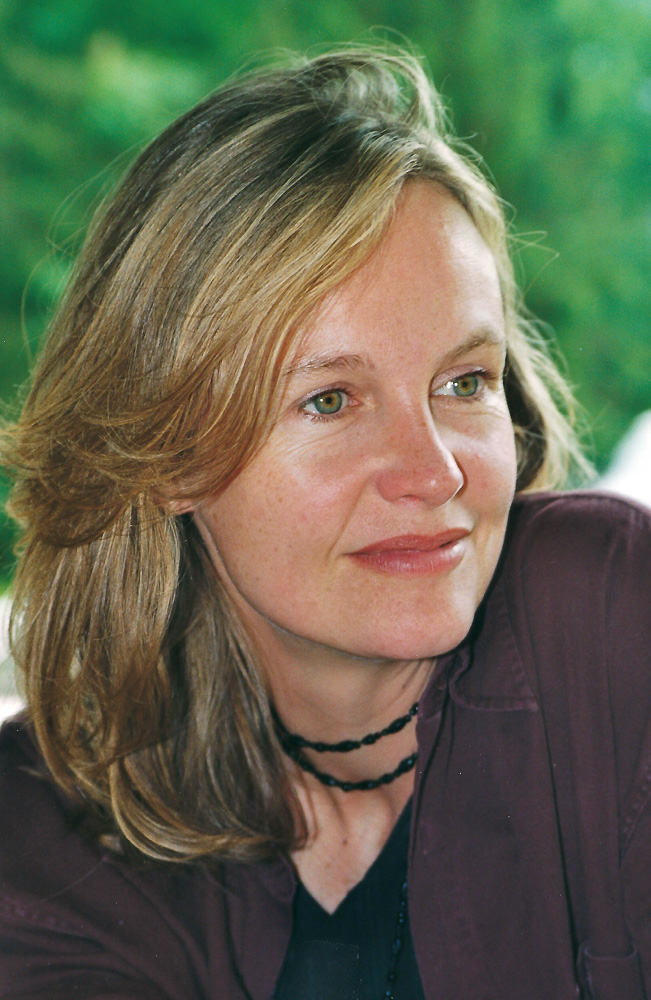
Sophie Michaud (2000)

Sophie Michaud (geb. am 21. Februar 1962) ist eine französische Schauspielerin.

## Leben
Sophie Michaud strebte zu Beginn der 80er Jahre zunächst eine Karriere als Model an, bevor sie sich für eine Laufbahn als Schauspielerin entschied.
Sie ist vor allem für ihre Rolle als Isabelle Leroy, eine Polizistin, in dem Film Louis und seine verrückten Politessen von Jean Girault aus dem Jahr 1982 mit Louis de Funès und Michel Galabru bekannt.
Sie spielt in den Serien Auf eigene Faust, Zorro – Der schwarze Rächer und Der Gorilla mit.
1985 nahm sie zusammen mit der Schauspielerin Marie Lenoir an der Sendung Les affaires sont les affaires auf Canal+ teil, die von Georges Beller moderiert wurde.
1987 spielte sie neben Roger Hanin und Michel Piccoli in La rumba mit.
1988 begann sie eine Karriere als Künstleragentin. Zwischen 1990 und 2006 trat sie wieder in Fernsehfilmen und Serien auf, darunter Kommissar Navarro und Auf eigene Faust.

## Filmografie

### Kino
- 1981: Les hommes préfèrent les grosses von Jean-Marie Poiré
- 1982: Louis und seine verrückten Politessen von Jean Girault: als Polizistin Isabelle Leroy
- 1986: Ehrbare Ganoven (1986) von Costa-Gavras
- 1987: La rumba von Roger Hanin: als Valentine
- 2000: Djib von Jean Odoutan

### Fernsehen

#### Fernsehserien
- 1990–1993: Auf eigene Faust (engl. Counterstrike), (42 Folgen): als Gabrielle Germont (Staffeln 2 und 3)
- 1991: Kommissar Navarro
- Zorro – Der schwarze Rächer, zwei Folgen 1991, darunter Einer für alle und alle für einen von Ray Austin: als Gräfin Amélie de Pérignon
- 1990–1991: Der Gorilla, sieben Folgen, als Béatrice
- 1995: Extrême Limite, als Sonya
- 2002: La Vie devant nous, drei Folgen
- 2003–2004: Alex Santana, négociateur, zwei Folgen
- 2006: Le Tuteur, eine Folge
- 2006: Léa Parker, eine Folge
- 2006: Navarro, zwei Folgen

#### Fernsehsendungen
- 1982:  Atout Cœur
- 1982: Champs-Élysées (émission de télévision)
- 1982–1987: L'Académie des 9
- 1985: Les affaires sont les affaires

#### Fernsehfilme
- 1988: L’Argent von Jacques Rouffio, als Madame de Jeumont
- 1988: La Garçonne, von Étienne Périer
- 2004: Par accident, von Jérôme Foulon, als Marie Delhomme

### Theater
Sophie Michaud trat auch auf der Theaterbühne auf.

## Auszeichnungen
Nominiert für den Gemini Award (Kanada):
- 1990: Beste Leistung einer Schauspielerin in einer fortlaufenden Hauptrolle in einer dramatischen Serie für „Counterstrike“.[2][3]